# 熊蔡华
熊蔡华，华中科技大学机械科学与工程学院教授，主要从事机器人学、生机电一体化等方面的研究工作。入选中华人民共和国教育部2007年度"长江学者"特聘教授，曾就读于华中理工大学机械电子工程专业。